# 答失蛮 (江浙行省丞相)
答失蛮，元朝蒙古族大臣。

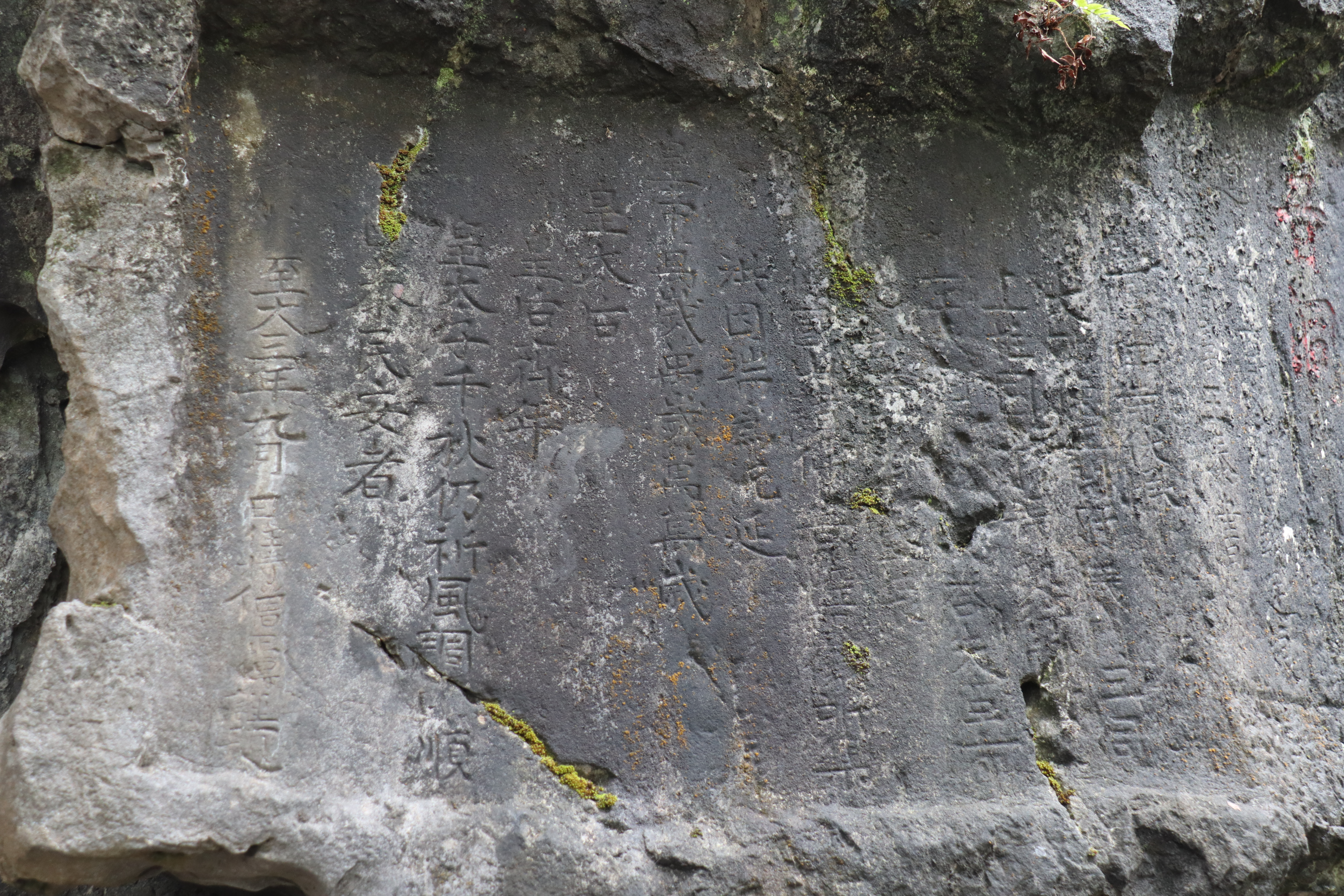
至大三年（1310），答失蠻在飛來峰龍泓洞口題刻：靈隱禪寺伏承大功徳主開府儀同三司、上柱國、江浙等處行（中書省）左丞相□□荅失蠻，布施金□□重裝佛國山諸佛菩薩聖像，所集洪因，端為祝延皇帝萬歲萬歲萬萬歲，皇太后、皇后齊年，皇太子千秋。仍祈風調雨順、國泰民安者。至大三年九月日住持僧正得謹題。

答失蛮官至江浙等处行中书省左丞相。元貞元年（1295），以承務郎兼勸農事，任吳縣達魯花赤。元武宗至大三年（1310年），因在天寿节殴打江浙等处行中书省平章政事孛兰奚，事属不敬，被武宗派使臣诘责。同年十一月，与江西行省左丞相别不花一起至大都（今北京市）朝觐元武宗。